# Supercopa de Japón 2005
La Supercopa de Japón 2005, también conocida como Supercopa Xerox 2005 (en inglés: Xerox Super Cup 2005) por motivos de patrocinio, fue la 12.ª edición de este torneo.
Fue disputada entre Yokohama F. Marinos, como campeón de la J. League Division 1 2004, y Tokyo Verdy 1969, como ganador de la Copa del Emperador 2004. El partido se jugó el 26 de febrero de 2005 en el Estadio Internacional de la ciudad de Yokohama.

## Participantes
| Bandera de Prefectura de Kanagawa | Yokohama F. Marinos | Campeón de la J. League Division 1 (2004) |
| Bandera de Tokio                  | Tokyo Verdy 1969    | Campeón de la Copa del Emperador (2004)   |

## Partido
| 26 de febrero de 2005, 13:33 (UTC+9) | Yokohama F. Marinos                       | 2:2 (0:0) (4:5 p.)         | Tokyo Verdy 1969                                       | Estadio Internacional, Yokohama                           |                                                           |
|                                      | Ōhashi 72' · Tanaka 87'                   | Reporte                    | Washington 68', 89'                                    | Asistencia: 21.104 espectadores Árbitro(s): Tōru Kamikawa | Asistencia: 21.104 espectadores Árbitro(s): Tōru Kamikawa |
|                                      |                                           | Tiros desde el punto penal |                                                        |                                                           |                                                           |
|                                      | Kurihara · Ōhashi · Ueno · Dutra · Tanaka |                            | Hayashi · Washington · Kobayashi · Hiramoto · G.J. Lee |                                                           |                                                           |

### Detalles
| 1          | Guardameta     | Tatsuya Enomoto  |     |
| 30         | Defensa        | Yūzō Kurihara    |     |
| 2          | Defensa        | Eisuke Nakanishi | 72' |
| 22         | Defensa        | Yūji Nakazawa    |     |
| 7          | Centrocampista | Hayuma Tanaka    |     |
| 6          | Centrocampista | Yoshiharu Ueno   |     |
| 4          | Centrocampista | Daisuke Nasu     |     |
| 5          | Centrocampista | Dutra            |     |
| 14         | Centrocampista | Daisuke Oku      | 81' |
| 15         | Delantero      | Hideo Ōshima     |     |
| 18         | Delantero      | Norihisa Shimizu | 68' |
| Entrenador | Entrenador     | Takeshi Okada    |     |

| 21         | Guardameta     | Yoshinari Takagi    |     |
| 20         | Defensa        | Lee Gang-jin        |     |
| 4          | Defensa        | Kentarō Hayashi     |     |
| 6          | Defensa        | Kazuyuki Toda       | 80' |
| 2          | Centrocampista | Takuya Yamada       |     |
| 8          | Centrocampista | Daigo Kobayashi     |     |
| 32         | Centrocampista | Yoshiyuki Kobayashi |     |
| 22         | Centrocampista | Takashi Hirano      |     |
| 7          | Centrocampista | Takahito Sōma       |     |
| 9          | Delantero      | Washington          |     |
| 11         | Delantero      | Kazuki Hiramoto     |     |
| Entrenador | Entrenador     | Osvaldo Ardiles     |     |

| 23 | Centrocampista | Masahiro Ōhashi | 68' |
| 8  | Centrocampista | Akihiro Endō    | 72' |
| 27 | Delantero      | Masato Yamazaki | 81' |

| 25 | Defensa | Ryō Nurishi | 80' |

| Anotado | 72' | Masahiro Ōhashi | 1-1 |
| Anotado | 87' | Hayuma Tanaka   | 2-1 |

| Anotado | 68' | Washington | 0-1 |
| Anotado | 89' | Washington | 2-2 |

| Yūzō Kurihara   | Acierto de penal         | 1:0 |                  |                     |
|                 |                          | 1:1 | Acierto de penal | Kentarō Hayashi     |
| Masahiro Ōhashi | Acierto de penal         | 2:1 |                  |                     |
|                 |                          | 2:2 | Acierto de penal | Washington          |
| Yoshiharu Ueno  | Fallo de penal (Atajado) | 2:2 |                  |                     |
|                 |                          | 2:3 | Acierto de penal | Yoshiyuki Kobayashi |
| Dutra           | Acierto de penal         | 3:3 |                  |                     |
|                 |                          | 3:4 | Acierto de penal | Kazuki Hiramoto     |
| Hayuma Tanaka   | Acierto de penal         | 4:4 |                  |                     |
|                 |                          | 4:5 | Acierto de penal | Lee Gang-jin        |

| Amonestado | 52' | Yūzō Kurihara |

| Amonestado | 19' | Takashi Hirano |
| Amonestado | 50' | Lee Gang-jin   |

| Árbitro             | Tōru Kamikawa     |
| Árbitros asistentes | Masatoshi Shibata |
| Árbitros asistentes | Yasuhiko Yamazaki |
| Cuarto árbitro      | Hajime Matsuo     |

| 1          | Guardameta     | Tatsuya Enomoto  |     |
| 30         | Defensa        | Yūzō Kurihara    |     |
| 2          | Defensa        | Eisuke Nakanishi | 72' |
| 22         | Defensa        | Yūji Nakazawa    |     |
| 7          | Centrocampista | Hayuma Tanaka    |     |
| 6          | Centrocampista | Yoshiharu Ueno   |     |
| 4          | Centrocampista | Daisuke Nasu     |     |
| 5          | Centrocampista | Dutra            |     |
| 14         | Centrocampista | Daisuke Oku      | 81' |
| 15         | Delantero      | Hideo Ōshima     |     |
| 18         | Delantero      | Norihisa Shimizu | 68' |
| Entrenador | Entrenador     | Takeshi Okada    |     |

| 21         | Guardameta     | Yoshinari Takagi    |     |
| 20         | Defensa        | Lee Gang-jin        |     |
| 4          | Defensa        | Kentarō Hayashi     |     |
| 6          | Defensa        | Kazuyuki Toda       | 80' |
| 2          | Centrocampista | Takuya Yamada       |     |
| 8          | Centrocampista | Daigo Kobayashi     |     |
| 32         | Centrocampista | Yoshiyuki Kobayashi |     |
| 22         | Centrocampista | Takashi Hirano      |     |
| 7          | Centrocampista | Takahito Sōma       |     |
| 9          | Delantero      | Washington          |     |
| 11         | Delantero      | Kazuki Hiramoto     |     |
| Entrenador | Entrenador     | Osvaldo Ardiles     |     |

| 23 | Centrocampista | Masahiro Ōhashi | 68' |
| 8  | Centrocampista | Akihiro Endō    | 72' |
| 27 | Delantero      | Masato Yamazaki | 81' |

| 25 | Defensa | Ryō Nurishi | 80' |

| Anotado | 72' | Masahiro Ōhashi | 1-1 |
| Anotado | 87' | Hayuma Tanaka   | 2-1 |

| Anotado | 68' | Washington | 0-1 |
| Anotado | 89' | Washington | 2-2 |

| Yūzō Kurihara   | Acierto de penal         | 1:0 |                  |                     |
|                 |                          | 1:1 | Acierto de penal | Kentarō Hayashi     |
| Masahiro Ōhashi | Acierto de penal         | 2:1 |                  |                     |
|                 |                          | 2:2 | Acierto de penal | Washington          |
| Yoshiharu Ueno  | Fallo de penal (Atajado) | 2:2 |                  |                     |
|                 |                          | 2:3 | Acierto de penal | Yoshiyuki Kobayashi |
| Dutra           | Acierto de penal         | 3:3 |                  |                     |
|                 |                          | 3:4 | Acierto de penal | Kazuki Hiramoto     |
| Hayuma Tanaka   | Acierto de penal         | 4:4 |                  |                     |
|                 |                          | 4:5 | Acierto de penal | Lee Gang-jin        |

| Amonestado | 52' | Yūzō Kurihara |

| Amonestado | 19' | Takashi Hirano |
| Amonestado | 50' | Lee Gang-jin   |

| Árbitro             | Tōru Kamikawa     |
| Árbitros asistentes | Masatoshi Shibata |
| Árbitros asistentes | Yasuhiko Yamazaki |
| Cuarto árbitro      | Hajime Matsuo     |

|                                      |
| Bandera de Tokio                     |
| Campeón Tokyo Verdy 1969 3.er título |